# ハヤテのごとく! Radio the combat butler
ハヤテのごとく! Radio the combat butler（ - レディオザコンバットバトラー）は、テレビ東京系テレビアニメ『ハヤテのごとく!』との連動番組として音泉とBEWEにて2007年4月6日から2008年4月4日まで配信されたインターネットラジオ番組。略称は『ハヤコン』。
なお、当該作中登場人物の一人である西沢歩については、作中では主に「西沢さん」の呼称が用いられるが、本項では以下「歩」と表記する。

## パーソナリティ
- 白石涼子 （綾崎ハヤテ役）
- 釘宮理恵 （三千院ナギ役）

## ゲスト
白石欠席時
- #8 （5月25日）・#9 （6月1日） 田中理恵（マリア役）[1]

釘宮欠席時
- #27 （10月5日） 植田佳奈（愛沢咲夜役）

「執事とらのあな」休止、特別コーナー「ごきげんよう」（関西に関する言葉が書かれたサイコロを振ってトーク）が実施
- #28・#29 （10月12日・10月19日） 松来未祐（鷺ノ宮伊澄役）

コーナーの「三千院相談室」を「鷺ノ宮相談室」として進行
- #30 （10月26日） 矢作紗友里（瀬川泉役）・中尾衣里（花菱美希役）・浅野真澄（朝風理沙役）

「執事とらのあな」休止、特別企画として「ハヤコン常識力チェック」実施
2代目OP「七転八起☆至上主義」を歌うKOTOKOからメッセージ
その他
- #48・#49 （3月7日・3月14日） 高橋美佳子（西沢歩役）[2]

## 概要
- 毎週金曜日配信、放送時間は約30分。
- スポンサー - 小学館（提供クレジット読みはないがCMがあるため）、ジェネオンエンタテインメント（同じく「ハヤテ」関連CD・DVDのCMがあるため）

## 出来事
2007年
- 4月6日放送分（#1） 本番組の略称を募集。その結果、第2回の放送で"ハヤコン"[3]に決定した。またこの回で白石は釘宮を「くぎみー」と呼ぶことに決定した。
- 5月4日配信分（#5） 方言（訛り）を喋れるかというリスナーのメールで釘宮は「両親が関西弁で喋るので理恵の中では（熊本弁は）根付かなかった」（生まれは大阪で育ちは熊本/「ふつおた」より）
- 5月18日配信分（#7） 白石が一時降板することをエンディングで発表。「本編では違う人にバトンタッチ」と発言したのみで、この時点で誰に交代するかは明かされず、降板の理由の説明もされなかった。
- 5月25日・6月1日配信分（#8・#9） 白石から田中理恵に2週間交代（2本録りのため）。番組中の説明では「ハヤテは執事修行中」ということになっていたが、もちろんこれは建前の理由であり、一時降板のきっかけになった経緯（喉手術）については一切説明がなかった上、リスナーへのちゃんとした謝罪の言葉もなかった。[4]これは本アニメにも影響しており、第10話のハヤテは次回予告以外一切セリフがなく、挿入歌で白石涼子の歌は流れていたものの、同話はオリジナルの話であった（原作ではハヤテはミニ外伝以外の全ての話に出ているため）。
- 6月8日放送分（#10） 白石がこの回から復帰。前項でも上げた通り喉の手術の件については言及されなかった（逢えてにおわす発言があるとすれば、マッサージの話で白石が「指圧も入っているけどちょっと整体も入っているかな」と「三千院相談室」のコーナー）。
- 7月6日放送分（#14） 最後の挨拶を決めていなかったため、リスナーのメールから「さいなら、さいなら、さいなら」「バイコ～ン」「はーやや～」の3つに候補を搾り、どれがいいかをリスナーに投票することに決めた。
- 7月13日放送分（#15） 前述の最後の挨拶の投票結果、「はーやや～」と「さいなら、さいなら、さいなら」が激戦で前者が僅差で1位になり実験的にこの2つ（今週前者、次週後者）を使用することになった。
- 7月27日放送分（#17） #16の「執事とらのあな」のお題に成功した2人はタブリエ付近の店で焼肉を堪能。OPは（白）「ハヤコンを聴く時はパソコンのモニターから離れて音量に気をつけて聴いて下さいね」（釘）「だぞ」に決定、またEDは「はーややー」に固定。
- 10月5日放送分（#27） この週から#30まで釘宮が1ヶ月不在に。そのため代わりにゲストを呼んで番組進行したが、欠席の理由については明かされなかった[5]。
- 11月2日放送分（#31） 釘宮復帰、新コーナーに「我が家の家訓」、「三千院奥義書」、「プチ不幸チャンピオン決定戦」を加えてプチリニューアル。
- 11月9日放送分（#32） 「我が家の家訓」、「三千院奥義書」、「プチ不幸チャンピオン決定戦」開始。

2008年
- 3月7日・14日放送分（#48・#49） 高橋美佳子がゲスト出演。初めて白石と釘宮がそろってでのゲストになった。#48では久しぶりに「執事とらのあな」のコーナーが行われ、それぞれのお題が成功すれば、アニメ中の歩が食べたものがゲットできるものだった。#49では、いつもどおりのコーナーに戻った。
- 4月4日放送分（#52）アニメ最終回と供にラジオ放送終了。
- その後、アニメ第2期の製作が発表された。そして、ラジオは『ハヤコン』に受け継がれた。

## コーナー
ふつおた
普通のお便りを紹介するコーナー。
我が家の家訓
#31から募集、#32から冒頭で開始。みんなの家で「親子代々伝えられている家訓」を教えてもらうコーナー。
本当に代々守られているものでも、両親に厳しく言いつけられているものでも可
三千院奥義書
#31から募集、#32から開始。学校や会社で使える豆知識や雑学などを披露してもらうコーナー。
例：「歴史で使える年号の面白い語呂合わせ」「名前が思い出せない人から名前を聞き出す方法」など
プチ不幸チャンピオン決定戦
#31から募集、#32から開始。ハヤテ並とまではいかなくても不幸な体験をしたリスナーからその不幸体験を送ってもらうコーナー。
毎週勝ち抜き戦をして、最終的にプチ不幸チャンピオンになったリスナーには素敵なプレゼントが贈られる。
執事とらのあな
一流の執事を目指すために、執事として求められる能力をさまざまな形で試していくコーナー。ゲーム失敗の場合は罰ゲームがある。
コーナーの募集自体はエンディングでされていたが、＃29で一旦最後に途切れるも、＃48、＃49。
三千院相談室
悩み多きリスナーの相談をさっくりと、時にはざっくりと解決していくコーナー。
こちらも#29の「鷺ノ宮相談室」を最後に行われなくなった。
「ハヤテのごとく!」最新情報
グッズ関連、単行本、DVDなどの商品を紹介。

## 基本タイムテーブル
※2008年3月現在
- アバンタイトル
#31まで…ハヤテ演じる白石とナギ演じる釘宮の2人でショートラジオドラマが行われていた（白石が欠席した#8・#9はマリア役の田中理恵、釘宮が欠席した#27-#30は植田、松来、矢作、中尾、浅野がそれぞれゲストで登場した）。本アニメ同様、他作品アニメネタなどのパロディ（名称によっては消音SEあり）が満載していた
また、ショートコーナー「今週の豆知識」は不定期だった（#15-#18,#21-#24,#26）
#32以降…「我が家の家訓」を1ネタ紹介、2人がそれについてトークをする
- オープニング
OPの最初には必ず「テレビ東京の方では第○話まで放送しました」と言い、その週の話の裏話やパロディの詳細などを話している。トークを一旦終了後、提供クレジット読み無しでそのまま小学館のCMに接続。ちなみに小学館のCMはマリア役の田中が担当している。#?からはジェネオンエンタテインメントのCM（本アニメのOP&EDテーマ曲・DVD）も流れるようになった。ちなみにDVD「ハヤテのごとく!」のDVDCM（#16-）は桂ヒナギク役の伊藤静が担当している。また番組内で「ハヤテ」関連の曲を紹介し、その曲の1コーラスだけを流すこともある。
- CM
小学館（#1-#24）、セブンアンドワイ（#25-）→ジェネオン（2代目OP曲）
- ジングル（BGM - 本アニメ初代サブタイトルジングル）
- トーク&お便り
- ジングル（BGM - 本アニメ初代アイキャッチ(A)）
- 執事とらのあな→三千院奥義書

#29を最後に前者のコーナーが行われておらず、#32以降は後者のコーナーになっている
- ジングル（BGM - 本アニメ初代サブタイトルジングル）
- 三千院相談室→プチ不幸チャンピオン決定戦

こちらも釘宮が#31に復帰して#32以降は後者のコーナーになっている
- 「ハヤテのごとく!」最新情報
「ハヤテ」関連商品を紹介
- CM
小学館（ヒナギクDVDCM）→小学館（マリアCM）
- エンディング
トーク、コーナー募集のおさらいなど

## リリース
1. ラジオCD「ハヤテのごとく! Radio the combat butler」Vol.1（GNCA-7094、2007年9月21日発売）
DISC 1 - CD特別版ラジオ（新規録音）
DISC 2 - ハヤテのごとく 第1回-第13回までをMP3データにて収録
2. ラジオCD「ハヤテのごとく! Radio the combat butler」Vol.2（GNCA-7095、2007年12月21日発売）
DISC 1 - CD特別版ラジオ（新規録音）
DISC 2 - ハヤテのごとく 第14回-第26回までをMP3データにて収録
3. ラジオCD「ハヤテのごとく! Radio the combat butler」Vol.3（GNCA-7096、2008年4月25日発売）
DISC 1 - CD特別版ラジオ（新規録音）
DISC 2 - ハヤテのごとく 第27回-第39回までをMP3データにて収録
4. ラジオCD「ハヤテのごとく! Radio the combat butler」Vol.4（GNCA-7106、2008年6月25日発売）[6]
DISC 1 - CD特別版ラジオ（新規録音）
DISC 2 - ハヤテのごとく 第40回-第52回までをMP3データにて収録